# Выборы Народного собрания Карачаево-Черкесии (2009)
Выборы депутатов Народного собрания Карачаево-Черкесии четвёртого созыва состоялись 1 марта 2009 года.
Выборы прошли по смешанной избирательной системе: из 73 депутатов 37 избираются по партийным спискам (пропорциональная система), другие 36 — по одномандатным округам (мажоритарная система). Для попадания в нарсобрание по пропорциональной системе партиям необходимо преодолеть 7%-й барьер. Срок полномочий депутатов — пять лет.
При выдвижении партийных списков используются закрытые списки с обязательным разделением на территориальные группы кандидатов. Общереспубликанский список кандидатов разбит на 12 территориальных групп, каждая из которых должна соответствовать территории трёх одномандатных округов. В каждой из территориальных групп общереспубликанского списка кандидатов должно быть не менее 3 кандидатов. В общереспубликанскую часть списка кандидатов должен быть включён 1 кандидат.
При распределении мандатов используется Метод делителей. Первоначально каждый список кандидатов, допущенный к распределению депутатских мандатов, получает по 1 мандату. К распределению депутатских мандатов допускается не менее двух списков кандидатов.

## Кандидаты
Для участия в выборах по единому республиканскому округу были зарегистрированы списки пяти отделений политических партий, состоящие в общей сложности из 259 кандидатов:
| Партия              | Кто возглавил список                                                  |
| ------------------- | --------------------------------------------------------------------- |
| Единая Россия       | Президент Карачаево-Черкесской Республики Борис Эбзеев                |
| КПРФ                | Депутат Народного Собрания Исмель Биджев                              |
| Справедливая Россия | Зам. Управляющего ГУ-ОПФР по КЧР Кемал Кечеруков                      |
| Патриоты России     | Депутат Народного собрания Харшим Тикеев                              |
| ЛДПР                | Генеральный директор ООО «Туристсервис» г. Ставрополь Магомед Батчаев |

Для участия в выборах по одномандатным округам было выдвинуто 199 кандидатов. Из них 20 кандидатам было отказано в регистрации, а 53 выбыли из предвыборной гонки уже после регистрации. Таким образом в голосовании участвовало только 123 кандидата, из них 59 в качестве самовыдвиженцев.

## Результаты выборов
По единому избирательному округу:
| Партия              | Количество голосов | Доля голосов | Количество мандатов |
| ------------------- | ------------------ | ------------ | ------------------- |
| Единая Россия       | 166 656            | 69,61 %      | 29                  |
| Патриоты России     | 27 198             | 11,36 %      | 4                   |
| КПРФ                | 24 066             | 10,05 %      | 4                   |
| Справедливая Россия | 12 022             | 5,02 %       | -                   |
| ЛДПР                | 6217               | 2,60 %       | -                   |

По одномандатным избирательным округам:
| Партия              | Количество мандатов |
| ------------------- | ------------------- |
| Единая Россия       | 19                  |
| Самовыдвижение      | 14                  |
| Справедливая Россия | 2                   |
| КПРФ                | 1                   |

Повторные выборы:
10.10.2010 года при поддержке «Единой России» на довыборах в 35 одномандатном округе Арашуков Рауф Раулевич избран депутатом Народного Собрания (Парламента) Карачаево-Черкесской Республики четвёртого созыва, баллотируясь против двух кандидатов, один из которых Хашукаев Гузер Валерьевич 1980 г.р.  с неполным высшим образованием был Советником Главы администрации Хабезского района, т.е самого Рауфа. На шести избирательных участках было зарегистрировано 9400 избирателей, а бюллетеней в нарушение закона о допустимых 0.5% превышения передано 9595 (на 195 или 2,07% больше). В голосовании приняло участие 8679 избирателей или 92,33% и за Рауфа проголосовали 8527 или 98,25% и ни один бюллетень не был признан недействительным.
4 марта 2012 г. в один день с Выборами Президента РФ Арашуков Рауль Туркбиевич  избран на довыборах депутатом Народного Собрания (Парламента) Карачаево-Черкесской Республики  в 35 одномандатном округе, где до этого с октября 2010 г. по апрель 2011г. депутатом был его сын Рауф. Соперниками Рауля на выборах были Сидаковы Азамат Хазретович от Справедливой России и Жанна Аликовна от Патриотов России.
Таким образом, общее количество мандатов следующее:
| Партия              | Количество мандатов |
| ------------------- | ------------------- |
| Единая Россия       | 48                  |
| Самовыдвижение      | 14                  |
| КПРФ                | 5                   |
| Патриоты России     | 4                   |
| Справедливая Россия | 2                   |